# Liste der Baudenkmäler in Weißenburg in Bayern/Ortsteile
Auf dieser Seite sind die Baudenkmäler in der mittelfränkischen Großen Kreisstadt Weißenburg in Bayern zusammengestellt. Diese Tabelle ist eine Teilliste der Liste der Baudenkmäler in Bayern. Grundlage ist die Bayerische Denkmalliste, die auf Basis des Bayerischen Denkmalschutzgesetzes vom 1. Oktober 1973 erstmals erstellt wurde und seither durch das Bayerische Landesamt für Denkmalpflege geführt wird. Die folgenden Angaben ersetzen nicht die rechtsverbindliche Auskunft der Denkmalschutzbehörde.

Dieser Teil der Liste beschreibt die Objekte außerhalb des Hauptortes.

## Ensembles

### Ensemble Hauptstraße Rezatstraße Dettenheim

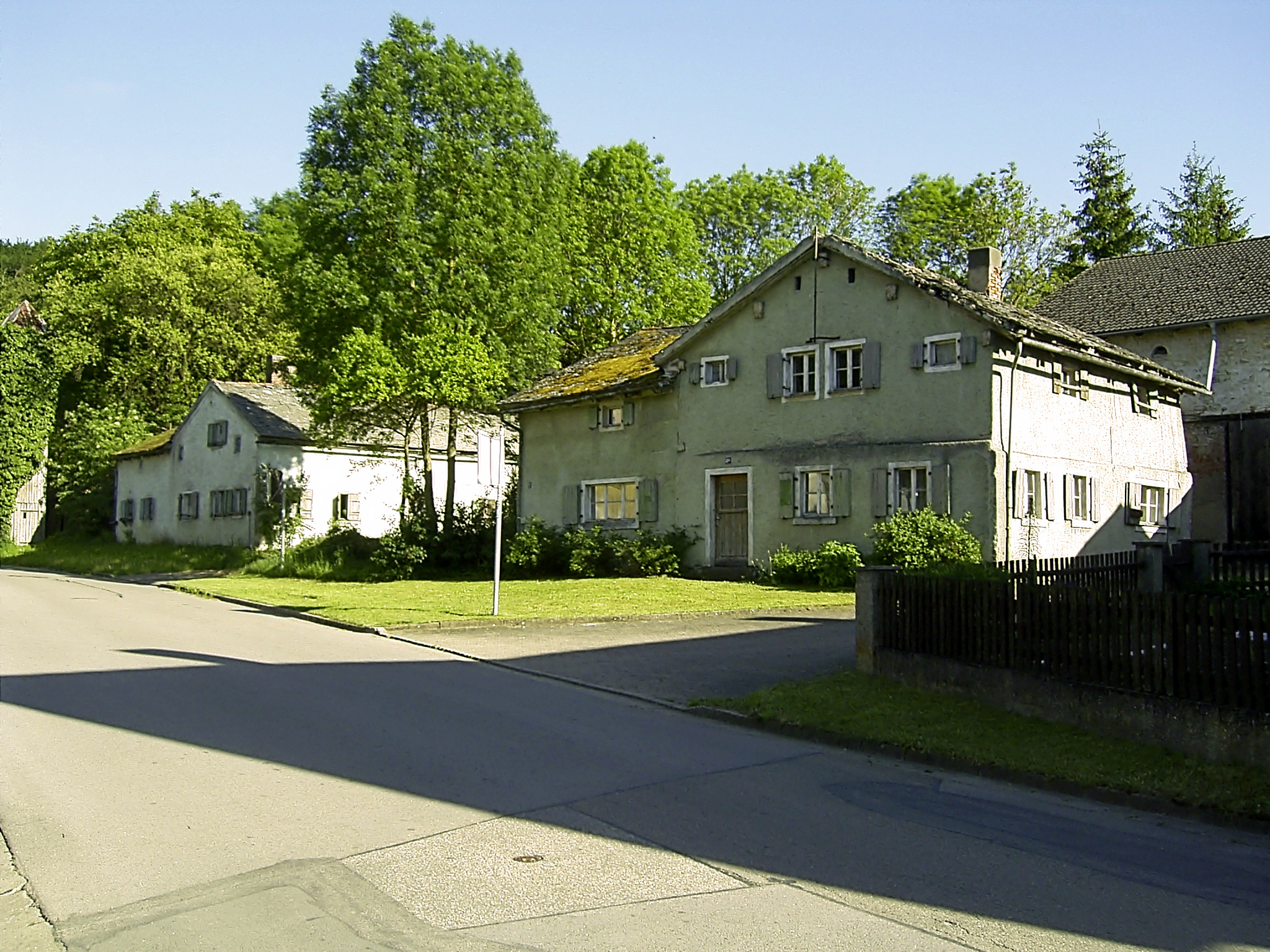
Dettenheim

Das Ensemble umfasst den Zug der west-ostwärts gerichteten, leicht ansteigenden Dorfstraße (heute Rezat- und Hauptstraße), einer planmäßig angelegten, erstmals 914 urkundlich bezeugten Siedlung entlang des ehem. Bachangers der in der Nähe entspringenden Schwäbischen Rezat (seit 1962 verrohrt). Die Anlage quert rechtwinklig die römische Heer- und Handelsstraße Augsburg-Nürnberg.
Die Bebauung beidseits des Angers weist überwiegend Bauernanwesen in Jura-Bauweise auf: die Höfe stammen meist aus dem späteren 18. und der ersten Hälfte des 19. Jahrhunderts, sind hakenförmig angeordnet und die Wohnstallhäuser giebelständig zur Straße ausgerichtet. Es handelt sich um verputzte Bruchsteinbauten, erdgeschossig mit Kniestock oder zweigeschossig, die flachen Satteldächer nur noch vereinzelt mit Kalkplatten belegt.
An der Kreuzung mit der Augsburg-Nürnberger Straße erheben sich die auf das Mittelalter zurückgehende evangelisch-lutherische Pfarrkirche St. Nikolaus, der ehemalige Freihof und ein großer Brauereigasthof, letztere gleichfalls in Jura-Bauweise. Dagegen ist an den beiden Enden der Dorfstraße eine Abstufung der Bebauung bis zum Kleinhaus zu beobachten.
Aktennummer: E-5-77-177-2.

### Ensemble Ortskern Kattenhochstatt
Das Ensemble umfasst die Hauptstraße des regelmäßig angelegten, west-östlich gerichteten Straßendorfes, darüber hinaus zwei im Bereich der Kirche südwärts weisende, untereinander verbundene Nebenachsen. Die Dorfanlage ist mittelalterlich.
Die Bebauung der Hauptstraße wird von giebelständigen Bauernhäusern, meist zweigeschossigen verputzten Satteldachbauten bestimmt, denen sich dreiseitige und hakenförmige Höfe zuordnen. Der Straßenzug wird beherrscht von der klassizistischen Anlage des Pfarrhofes, die gotisch-neugotische Kirche St. Magnus ist dagegen südlich zurückgesetzt. Die äußere Querachse im Westen wird durch stattliche Dreiseit-Hofanlagen des 18./19. Jahrhunderts eingefasst, die innere Querachse und die Verbindungsgasse werden durch niedrigere bäuerliche Bebauung bestimmt und durch die Kirche beherrscht.
Aktennummer: E-5-77-177-5.

### Ensemble Weiler Heuberg
Zwischen 1270 und 1300 wurde Heuberg als Nachfolgesiedlung des zerstörten Weilers Noradenberg von den Marschällen von Pappenheim angelegt, vermutlich ebenso wie deren Neugründungen Geislohe, Göhren, Neudorf und Osterdorf durch einen Reutmeister. Im 15. Jahrhundert verkauften die Marschälle Heuberg, 1591 kam es an die Stadt Weißenburg, in deren Besitz es bis 1802 blieb.
In Ost-West-Erstreckung auf der hier fast ebenen Albhochfläche waren acht Urlehen beiderseits der zu einem schmalen Anger ausgeweiteten Straße angeordnet, die Ortsmitte wurde durch ein Gemeindehirtenhaus und den Dorfweiher betont. Das ursprüngliche systematische Anlageschema mit geradlinig begrenztem Dorfetter und drei Plangewannfluren samt Hauptwegenetz ist heute noch deutlich erhalten. Dem mittelalterlichen Grundriss folgen die zu beiden Seiten der Straße gereihten giebelständigen Wohnstallbauten des 18.–20. Jahrhunderts mit querstehenden Scheunen; die älteren Höfe noch in Jura-Bauweise, meist eingeschossig mit Kniestock, einige noch mit Legschieferdächern. Etwa in Angermitte ist die Eingrenzung des ehemaligen Dorfweihers erhalten, daneben die Zehentscheune mit Hirtenhaus von 1803 ist durch Traufseitstellung als Gemeindebau hervorgehoben. Nur wenige neue Lehen wurden der Uranlage angegliedert und diese kaum verändert.
Als einziges Hofgrundstück weicht die südöstlich ergänzte Sölde vom rechteckig geschlossenen Umriss des Dorfetters ab. Das einheitliche Anlageschema wird durch die Bebauung des nordöstlichsten Grundstückes mit einem traufseitigen Bungalow (Haus Nummer 9 b) gestört, ebenso die Erscheinung des Dorfrandes durch hohe Getreidesilos innerhalb des Etters.
Heuberg ist aber in seiner Gesamtheit Zeugnis der planvollen Gründung des 13. Jahrhunderts und durch die im Wesentlichen erhaltene Begrenzung der Hausgärten gegen die Feldflur zu einem charakteristischen Ensemble zusammengeschlossen.
Aktennummer: E-5-77-177-3.

## Baudenkmäler nach Ortsteilen

### Dettenheim
| Lage | Objekt                                           | Beschreibung | Akten-Nr.      | Bild            |
| --- | ------------------------------------------------ | --- | -------------- | --------------- |
| Bäckergasse 2 (Standort)                                                                                | Kleinbauernhaus                                  | Eingeschossiges Gebäude mit Flachsatteldach in Jura-Bauweise, mit Fachwerkkniestock, bezeichnet mit „1799“ | D-5-77-177-475 | BW              |
| Bäckergasse 2 (Standort)                                                                                | Scheune                                          | Rückwärtig angebaut, Satteldachbau mit Fachwerkkniestock, vor 1820 | D-5-77-177-475 | BW              |
| Donauwörther Straße ()                                                                                  | Scheune einer ehemaligen Hofstelle               | breitgelagerter eingeschossiger Satteldachbau in Jurabauweise mit Kniestock, Kalksteinmauerwerk, Kniestock und Giebel in Fachwerkkonstruktion, um 1773 (dendrochronologisch datiert)                                     | D-5-77-177-759 |                 |
| Donauwörther Straße, am nördlichen Ortseingang an der Westseite der alten B 2, bei km 77,825 (Standort) | Kilometerstein                                   | Runder Kalksteinpfeiler mit Beschriftung, um 1860/70 | D-5-77-177-615 | BW              |
| Donauwörther Straße 4 (Standort)                                                                        | Scheune                                          | Satteldachbau in Jura-Bauweise, massiv, mit Fachwerkobergeschoss, bezeichnet mit „1806“ | D-5-77-177-476 | BW              |
| Donauwörther Straße 5 (Standort)                                                                        | Ehemaliges Pappenheim’sches Schlösschen          | Eingeschossiger Mansardwalmdachbau mit Souterrain, von Sebastian Manz, 1782, mit Ausstattung | D-5-77-177-477 | weitere Bilder  |
| Donauwörther Straße 5 (Standort)                                                                        | Garten                                           | Große Gartenanlage mit Ziehbrunnen und Gedenkobelisk, 1792 | D-5-77-177-477 | BW              |
| Donauwörther Straße 5 (Standort)                                                                        | Scheune                                          | Zweigeschossiger Satteldachbau, Obergeschoss und Giebel Fachwerk, 1814, Einrichtung als katholische Kapelle Sankt Gunthildis 1956, mit Ausstattung                                                                       | D-5-77-177-477 | weitere Bilder  |
| Hauptstraße 1 (Standort)                                                                                | Brauereigasthof                                  | Zweigeschossiger Satteldachbau in Jura-Bauweise, mit Kniestock, bezeichnet mit „1776“, auf mittelalterlichem Burgstall                                                                                                   | D-5-77-177-478 | Brauereigasthof |
| Hauptstraße 1 (Standort)                                                                                | Langgestreckter Stallflügel und Scheune          | Satteldachbau, 18. Jahrhundert | D-5-77-177-478 | BW              |
| Hauptstraße 2 (Standort)                                                                                | Evangelisch-lutherische Pfarrkirche St. Nikolaus | Chorturmkirche, Turm mittelalterlich, im 17. Jahrhundert erhöht, mit Spitzhelm, Langhausneubau von Wilhelm Langenfaß, 1862; mit Ausstattung                                                                              | D-5-77-177-479 | weitere Bilder  |
| Hauptstraße 2 (Standort)                                                                                | Kirchhofmauer                                    | Mit Tor, 17./19. Jahrhundert | D-5-77-177-479 | Kirchhofmauer   |
| Hauptstraße 5 (Standort)                                                                                | Scheune                                          | Gebäude mit Flachsatteldach in Jura-Bauweise, mit Fachwerkkniestock, um 1800 | D-5-77-177-480 | Scheune         |
| Hauptstraße 6; Hauptstraße 2 (Standort)                                                                 | Ehemalige Schule                                 | Zweigeschossiger Satteldachbau, mit klassizistisch geprägten Elementen, 1885 | D-5-77-177-612 | BW              |
| Hauptstraße 6; Hauptstraße 2 (Standort)                                                                 | Scheune                                          | Satteldachbau in Jura-Bauweise, teilweise Fachwerk, mit Legschieferdach, wohl zweite Hälfte 19. Jahrhundert | D-5-77-177-612 | BW              |
| Hauptstraße 7 (Standort)                                                                                | Scheune                                          | Massives Gebäude mit flachem Satteldach in Jura-Bauweise, Bruchstein, mit Fachwerkkniestock, um 1800 | D-5-77-177-481 | Scheune         |
| Hauptstraße 11 (Standort)                                                                               | Bauernhof, Bauernhaus                            | Eingeschossiger Satteldachbau in Jura-Bauweise, mit Kniestock, Bruchsteinmauerwerk, mit Legschieferdach, mit angeschlossenem zweigeschossigem Stallgebäude in gleicher Bauweise, teilweise Fachwerk, 18./19. Jahrhundert | D-5-77-177-591 | BW              |
| Hauptstraße 11 (Standort)                                                                               | Bauernhof, Scheune                               | Satteldachbau, mit Legschieferdach, 19. Jahrhundert | D-5-77-177-591 | BW              |
| Hauptstraße 22 (Standort)                                                                               | Bauernhaus                                       | Eingeschossiger giebelständiger Bau mit Flachsatteldach und Kniestock, in Jura-Bauweise, um 1800 | D-5-77-177-484 | BW              |
| Hauptstraße 22 (Standort)                                                                               | Scheune                                          | Massiver Satteldachbau, bezeichnet mit „1836“ | D-5-77-177-484 | BW              |
| Hauptstraße 23 (Standort)                                                                               | Bauernhof, Bauernhaus                            | Zweigeschossiger Bau mit flachem Satteldach, in Jurabauweise, bezeichnet mit „1853“ auf Sonnenuhr | D-5-77-177-616 | BW              |
| Hauptstraße 23 (Standort)                                                                               | Bauernhof, parallel stehende Scheune             | In Jurabauweise, Bruchstein, verputzt, teilweise Fachwerk, mit Legschieferdach, gleichzeitig | D-5-77-177-616 | BW              |
| Hauptstraße 29 (Standort)                                                                               | Kleinbauernhaus, ehemaliges Wohnstallhaus        | Eingeschossiger Bau mit Flachsatteldach in Jura-Bauweise mit Kniestock, teilweise Fachwerk, mit Legschieferdach, wohl um 1800                                                                                            | D-5-77-177-613 | BW              |
| Hauptstraße 30 (Standort)                                                                               | Bauernhof, Bauernhaus                            | Eingeschossiges Gebäude mit flachem Satteldach und seitlichem Anbau in Jura-Bauweise, mit Legschieferdach, wohl zweite Hälfte 18. Jahrhundert                                                                            | D-5-77-177-614 | BW              |
| Hauptstraße 30 (Standort)                                                                               | Bauernhof, Scheune                               | Massiver Satteldachbau, Bruchsteinmauerwerk, 19. Jahrhundert | D-5-77-177-614 | BW              |
| Hauptstraße 31 (Standort)                                                                               | Scheune,                                         | Satteldachbau, massiv, in Jura-Bauweise, erste Hälfte 19. Jahrhundert | D-5-77-177-485 | BW              |
| Hauptstraße 32 (Standort)                                                                               | Bauernhaus                                       | Zweigeschossiges Gebäude mit Flachsatteldach, in Jura-Bauweise mit seitlichem Anbau, wohl Ende 18. Jahrhundert | D-5-77-177-617 | BW              |
| Hauptstraße 32 (Standort)                                                                               | Scheune                                          | Gebäude mit Flachsatteldach in Jurabauweise, 19. Jahrhundert | D-5-77-177-617 | BW              |
| Hauptstraße 32 (Standort)                                                                               | Bierkeller                                       | Östlich, zugehörig, bezeichnet mit „1798“ | D-5-77-177-617 | BW              |
| Hauptstraße 35 (Standort)                                                                               | Wohnhaus, Kleinhaus                              | Eingeschossiges Gebäude mit Flachsatteldach in Jura-Bauweise, mit Fachwerkkniestock, spätes 18. Jahrhundert | D-5-77-177-486 | BW              |
| Hauptstraße 37 (Standort)                                                                               | Wohnhaus, Kleinhaus                              | Eingeschossiges Gebäude mit Flachsatteldach in Jura-Bauweise, mit Fachwerkkniestock und Legschieferdach, spätes 18. Jahrhundert                                                                                          | D-5-77-177-487 | BW              |
| Hauptstraße 37 (Standort)                                                                               | Ehemaliges Nebengebäude                          | Massiver Bau mit flachem Satteldach und Legschieferdeckung, wohl um 1900 | D-5-77-177-487 | BW              |
| Hauptstraße 38 (Standort)                                                                               | Kleinhaus                                        | Wohngebäude, eingeschossiger traufständiger Bau mit Flachsatteldach, in Jura-Bauweise mit Fachwerkkniestock, Legschieferdach, 1788                                                                                       | D-5-77-177-488 | BW              |
| Rezatstraße 1 (Standort)                                                                                | Ehemaliger Freihof                               | Großer zweigeschossiger Bau mit Flachsatteldach in Ecklage, in Jura-Bauweise mit Kniestock, mit Legschieferdach, 1860 | D-5-77-177-489 | BW              |
| Rezatstraße 10 (Standort)                                                                               | Ehemaliges Wohnstallhaus                         | Eingeschossiger giebelständiger Flachsatteldachbau mit Kniestock, in Jura-Bauweise, Bruchsteinmauerwerk, teilweise Fachwerk, verputzt, erste Hälfte 19. Jahrhundert                                                      | D-5-77-177-493 | BW              |
| Rezatstraße 10 (Standort)                                                                               | Scheune                                          | Teilweise Fachwerk, gleichzeitig | D-5-77-177-493 | BW              |
| Rezatstraße 12 (Standort)                                                                               | Bauernhaus                                       | Zweigeschossiges giebelständiges Gebäude mit Flachsatteldach, in Jura-Bauweise, mit eingeschossigem Anbau, zweite Hälfte 19. Jahrhundert                                                                                 | D-5-77-177-494 | BW              |
| Rezatstraße 12 (Standort)                                                                               | Scheune                                          | Satteldachbau, Fachwerk, mit Legschieferdach, 19. Jahrhundert | D-5-77-177-494 | BW              |
| Rezatstraße 14 (Standort)                                                                               | Bauernhaus                                       | Eingeschossiges giebelständiges Gebäude mit Flachsatteldach in Jura-Bauweise, mit Kniestock, mit zwei traufseitigen Eingängen, Legschieferdach, 1811                                                                     | D-5-77-177-495 | Bauernhaus      |
| Rezatstraße 14 (Standort)                                                                               | Scheune                                          | Satteldachbau, teilweise Fachwerk, 19. Jahrhundert | D-5-77-177-495 | BW              |
| Rezatstraße 18 (Standort)                                                                               | Wohnstallhaus                                    | Eingeschossiger Bau mit Flachsatteldach in Jura-Bauweise, mit Kniestock, Bruchsteinmauerwerk, teilweise Fachwerk, mit Legschieferdach, 18./19. Jahrhundert                                                               | D-5-77-177-496 | Wohnstallhaus   |
| Rezatstraße 18 (Standort)                                                                               | Scheunengebäude                                  | In Jurabauweise, teilweise Fachwerk, mit Legschieferdach, bezeichnet mit „1803“ | D-5-77-177-496 | Scheunengebäude |
| Karlsgraben, Fossa Carolina (Standort)                                                                  | Fossa Carolina                                   | Erhaltener Teil einer karolingischen Kanalanlage, im Südteil 30 m breit, bis 10 m tief, 3000 m lang, vom Jahre 793 (teilweise im Gebiet der Stadt Treuchtlingen)                                                         | D-5-77-173-84  | weitere Bilder  |

### Emetzheim
| Lage                                                        | Objekt                                                      | Beschreibung | Akten-Nr.      | Bild                                                 |
| ----------------------------------------------------------- | ----------------------------------------------------------- | --- | -------------- | ---------------------------------------------------- |
| Burgstraße 15 (Standort)                                    | Bauernhaus                                                  | Eingeschossiger Satteldachbau, zum Teil Fachwerk, 18. Jahrhundert | D-5-77-177-499 | BW                                                   |
| Burgstraße 20 (Standort)                                    | Ehemaliger Brauereigasthof                                  | Zweigeschossiger, verputzter Satteldachbau mit rückwärtigem, zweigeschossigem Satteldachanbau, 18./19. Jahrhundert, über dem Burgstall des mittelalterlichen Ortsadels | D-5-77-177-500 | BW                                                   |
| Burgstraße 20 (Standort)                                    | Scheune                                                     | Massiver Satteldachbau, bezeichnet mit „1876“ | D-5-77-177-500 | BW                                                   |
| Emetzheimer Hauptstraße 15 (Standort)                       | Ehemaliges Wohnstallhaus                                    | Eingeschossiger giebelständiger Satteldachbau, 1870 | D-5-77-177-501 | BW                                                   |
| Hainstraße 1 (Standort)                                     | Pfarrhaus                                                   | Zweigeschossiger Walmdachbau, Ende 18. Jahrhundert | D-5-77-177-502 | Pfarrhaus                                            |
| Hainstraße 1 a (Standort)                                   | Evangelisch-lutherische Pfarrkirche St. Johannes der Täufer | Chorturmbau, neuromanisch, Turm mit Spitzhelm, 1853 an Stelle eines älteren Kirchenbaus; mit Ausstattung                                                               | D-5-77-177-498 | weitere Bilder                                       |
| Hainstraße 1 a (Standort)                                   | Kirchhofmauer                                               | Ursprünglich wohl spätes Mittelalter, im 19. Jahrhundert wohl erneuert                                                                                                 | D-5-77-177-498 | Kirchhofmauer                                        |
| Hainstraße 1 a (Standort)                                   | Denkmal zur Erinnerung an den sogenannten Götzenhain        | 19. Jahrhundert | D-5-77-177-498 | Denkmal zur Erinnerung an den sogenannten Götzenhain |
| Kreisstraße WUG 5, an der Straße nach Weißenburg (Standort) | Steinsäule                                                  | Ehemalige Geleitsäule, 2 m, 17./18. Jahrhundert | D-5-77-177-503 | BW                                                   |

### Haardt
| Lage                                  | Objekt                             | Beschreibung | Akten-Nr.      | Bild |
| ------------------------------------- | ---------------------------------- | --- | -------------- | ---- |
| Haardter Dorfstraße 3 (Standort)      | Ehemaliges Schul- und Gemeindehaus | Zweigeschossiges Gebäude mit Flachsatteldach, mit Dachtürmchen, bezeichnet mit „1910“                                  | D-5-77-177-507 | BW   |
| Haardter Dorfstraße 5, 7 (Standort)   | Wohnstallhaus eines Dreiseithofes  | Eingeschossiges Gebäude mit Flachsatteldach, mit Kniestock, in Jura-Bauweise, wohl 18. Jahrhundert, erneuert 1907      | D-5-77-177-506 | BW   |
| Haardter Dorfstraße 15, 17 (Standort) | Bauernhaus eines Dreiseithofes     | Eingeschossiger Bau mit Flachsatteldach, mit Kniestock, in Jura-Bauweise, 18. Jahrhundert, im 19. Jahrhundert erneuert | D-5-77-177-505 | BW   |
| Haardter Dorfstraße 15, 17 (Standort) | Altsitz                            | Eingeschossiger Satteldachbau mit Fachwerkkniestock, bezeichnet mit „1803“                                             | D-5-77-177-505 | BW   |
| Haardter Dorfstraße 19 (Standort)     | Bauernhaus                         | Zweigeschossiger Flachsatteldachbau in Jura-Bauweise, 18. Jahrhundert, 1889 erneuert                                   | D-5-77-177-504 | BW   |

### Hammermühle
| Lage                      | Objekt                                         | Beschreibung                                                                                          | Akten-Nr.      | Bild |
| ------------------------- | ---------------------------------------------- | --- | -------------- | ---- |
| Kapellenwiesen (Standort) | Erhaltene Fragmente der St.-Gunthildis-Kapelle | Mittelalterlich, ab dem 16. Jahrhundert verfallen, weitere Zerstörungen wohl im Dreißigjährigen Krieg | D-5-77-177-508 | BW   |

### Hattenhof
| Lage                            | Objekt             | Beschreibung                                                                                                  | Akten-Nr.      | Bild |
| ------------------------------- | ------------------ | --- | -------------- | ---- |
| Am Weißenhof 1 (Standort)       | Gasthaus           | Zweigeschossiger traufständiger Satteldachbau, bezeichnet „1852“, im Kern um 1800, Erweiterung und Umbau 1852 | D-5-77-177-509 | BW   |
| Hattenhofer Straße 2 (Standort) | Großer Vierseithof | Bauernhaus, zweigeschossiger Giebelbau, 1851                                                                  | D-5-77-177-510 | BW   |

### Heuberg
| Lage                 | Objekt                                                  | Beschreibung | Akten-Nr.      | Bild |
| -------------------- | ------------------------------------------------------- | --- | -------------- | ---- |
| Heuberg 4 (Standort) | Wohnstallhaus                                           | Eingeschossiges Gebäude mit Flachsatteldach mit Kniestock, in Jura-Bauweise, 18./frühes 19. Jahrhundert, „1919“ erneuert (bezeichnet) | D-5-77-177-514 | BW   |
| Heuberg 5 (Standort) | Ehemaliges Hirtenhaus, Wohnstallhaus                    | Eingeschossiges Gebäude mit Flachsatteldach in Jura-Bauweise, mit hohem Kniestock, teilweise Fachwerk, 1803                           | D-5-77-177-515 | BW   |
| Heuberg 6 (Standort) | Ehemaliges Wohnstallhaus eines ehemaligen Dreiseithofes | Zweigeschossiges Gebäude mit Flachsatteldach in Jura-Bauweise, mit Kniestock, 1851                                                    | D-5-77-177-513 | BW   |
| Heuberg 8 (Standort) | Ehemaliger Bauernhof                                    | Wohnstallhaus, eingeschossiger Bau mit Flachsatteldach in Jura-Bauweise, mit Kniestock, um 1764 erbaut                                | D-5-77-177-512 | BW   |
| Heuberg 8 (Standort) | Ehemaliger Bauernhof                                    | Ehemalige Scheune, teilweise Fachwerk, um 1775                                                                                        | D-5-77-177-512 | BW   |

### Holzingen
| Lage                                          | Objekt                                               | Beschreibung | Akten-Nr.      | Bild                            |
| --------------------------------------------- | ---------------------------------------------------- | --- | -------------- | ------------------------------- |
| Bubenheimer Straße 16 (Standort)              | Wohnstallhaus eines Dreiseithofes                    | Eingeschossiges Gebäude mit Steildach, bezeichnet „1829“ | D-5-77-177-516 | BW                              |
| Holzinger Hauptstraße (vor Nr. 10) (Standort) | Sühnestein mit Kreuzrelief                           | Spätmittelalterlich | D-5-77-177-526 | weitere Bilder                  |
| Holzinger Hauptstraße 12 (Standort)           | Wohnstallhaus eines Dreiseithofes                    | Großes eingeschossiges Gebäude mit steilem Satteldach, 1889                                                                                                   | D-5-77-177-517 | BW                              |
| Holzinger Hauptstraße 12 (Standort)           | Altsitz                                              | Eingeschossiger Bau mit Steildach, wohl 1889 | D-5-77-177-517 | BW                              |
| Holzinger Hauptstraße 26 (Standort)           | Bauernhaus                                           | Eingeschossiger Satteldachbau, 1898 | D-5-77-177-520 | BW                              |
| Holzinger Hauptstraße 32 (Standort)           | Ehemaliges Brauhaus, Bauernhaus                      | Zweigeschossiger Satteldachbau, 1795; Nebengebäude des Brauhauses, Scheune, zweigeschossig, mit Halbwalmdach, 1795                                            | D-5-77-177-521 | Ehemaliges Brauhaus, Bauernhaus |
| Holzinger Hauptstraße 33 (Standort)           | Evangelisch-lutherische Pfarrkirche Sankt Margaretha | Chorturmkirche, Turmuntergeschoss 14. Jahrhundert, Langhaus 15./16. Jahrhundert, Turmobergeschoss spätes 17. Jahrhundert, Turm mit Spitzhelm; mit Ausstattung | D-5-77-177-522 | weitere Bilder                  |
| Holzinger Hauptstraße 33 (Standort)           | Kirchhofmauer der Nordseite                          | Nachmittelalterlich | D-5-77-177-522 | BW                              |
| Holzinger Hauptstraße 62 (Standort)           | Ehemaliges Austragshaus                              | Eingeschossiger Satteldachbau, wohl 18. Jahrhundert | D-5-77-177-525 | BW                              |

### Kattenhochstatt
| Lage                                                   | Objekt                                            | Beschreibung | Akten-Nr.      | Bild                 |
| ------------------------------------------------------ | ------------------------------------------------- | --- | -------------- | -------------------- |
| Altmühlstraße 15 (Standort)                            | Ehemaliges Pfarrhaus                              | Zweigeschossiger Walmdachbau mit Zwerchhaus, 1806/07                                                                                  | D-5-77-177-527 | Ehemaliges Pfarrhaus |
| Altmühlstraße 15 (Standort)                            | Ehemalige Pfarrscheune                            | 18. Jahrhundert | D-5-77-177-527 | BW                   |
| Altmühlstraße 15 (Standort)                            | Ehemaliger Pfarrhof, Toreinfahrt                  | Um 1800 | D-5-77-177-527 | BW                   |
| Dorfstraße 4 (Standort)                                | Evangelisch-Lutherische Filialkirche Sankt Magnus | Chorturmkirche, Chorturm mittelalterlich, neugotische Anlage von 1875 mit Aufstockung des Turmes, Turm mit Spitzhelm; mit Ausstattung | D-5-77-177-530 | weitere Bilder       |
| Dorfstraße 6 (Standort)                                | Wohnstallhaus, ehemals mit Gasthaus               | Stattlicher, zweigeschossiger Satteldachbau, um 1870/80                                                                               | D-5-77-177-528 | BW                   |
| Dorfstraße 6 (Standort)                                | Nebengebäude, ehemaliges Austragshaus             | Eingeschossiger Walmdachbau, wohl gleichzeitig                                                                                        | D-5-77-177-528 | BW                   |
| Kreisstraße WUG 4 (Standort)                           | Entfernungsstein                                  | Bezeichnet „2 Stund von Weissenburg“, wohl 18. Jahrhundert                                                                            | D-5-77-177-532 | weitere Bilder       |
| Stockäcker, an der Straße nach Trommetsheim (Standort) | Steinkreuz                                        | Mittelalterlich | D-5-77-177-531 | weitere Bilder       |

### Kehl
| Lage                            | Objekt                                                     | Beschreibung | Akten-Nr.      | Bild |
| ------------------------------- | ---------------------------------------------------------- | --- | -------------- | ---- |
| Am Rieb 1 (Standort)            | Ehemaliges Gasthaus                                        | Zweigeschossiger Zeltdachbau, 19. Jahrhundert | D-5-77-177-533 | BW   |
| Am Rieb 1 (Standort)            | Ehemaliges Gasthaus, Terrassenstützmauern des Wirtsgartens | Gleichzeitig | D-5-77-177-533 | BW   |
| Am Rieb 1 (Standort)            | Sommerkeller, Kellerzugänge, Felsenkeller                  | 19. Jahrhundert | D-5-77-177-533 | BW   |
| Oberer Weiler 9 (Standort)      | Kleingütlerhaus                                            | Eingeschossiges Gebäude mit Flachsatteldach in Jura-Bauweise, mit Kniestock, im Kern spätes 18. Jahrhundert | D-5-77-177-534 | BW   |
| Oberer Weiler 15, 17 (Standort) | Doppelhausanlage                                           | Wohn- und Wohnstallhaus, eingeschossige Bauten mit Flachsatteldach in Jura-Bauweise, mit Kniestock, teilweise Legschieferdach, mit Fachwerk, 18./19. Jahrhundert, umgebaut „1882“ (bezeichnet)                                                                                                | D-5-77-177-535 | BW   |
| Schneidersbuck 6 ()             | Ehemaliges Wohnstallhaus                                   | eingeschossiger Flachsatteldachbau mit hohem Kniestock, in Jurabauweise mit Zwerchhaus, Bruchsteinmauerwerk und Fachwerk, 1774 (dendrochronologisch datiert), im Kern wohl älter, Veränderungen im 19. und frühen 20. Jahrhundert; rückwärtig in den Hang gebauter Felsenkeller, wohl um 1800 | D-5-77-177-753 |      |
| Schneidersbuck 16 (Standort)    | Bauernhaus                                                 | Eingeschossiger Satteldachbau mit Kniestock in Jura-Bauweise, im Kern 1792, im 19. Jahrhundert aufgestockt | D-5-77-177-537 | BW   |

### Niederhofen
| Lage                           | Objekt                      | Beschreibung                                                                                            | Akten-Nr.      | Bild       |
| ------------------------------ | --------------------------- | --- | -------------- | ---------- |
| Am Brauhaus 2 (Standort)       | Gasthaus                    | Zweigeschossiges Gebäude mit Halbwalmdach, in Ecklage, mit Eckquaderungen, 1719/20                      | D-5-77-177-539 | BW         |
| Am Brauhaus 2 (Standort)       | Ökonomie- und Brauereitrakt | An Gasthaus angeschlossen, Satteldachbauten, zum Teil Sandsteinquader, bezeichnet mit „1852“ und „1875“ | D-5-77-177-539 | BW         |
| Am Brauhaus 2 (Standort)       | Gartenmauer                 | Bruchstein, 19. Jahrhundert                                                                             | D-5-77-177-539 | BW         |
| Markgrafenstraße 21 (Standort) | Bauernhaus                  | Zweigeschossiger Walmdachbau in Ecklage, massiv, 18./frühes 19. Jahrhundert                             | D-5-77-177-538 | Bauernhaus |

### Oberhochstatt
| Lage                           | Objekt                                           | Beschreibung | Akten-Nr.      | Bild                              |
| ------------------------------ | ------------------------------------------------ | --- | -------------- | --------------------------------- |
| Am Berg 6 (Standort)           | Gasthaus                                         | Zweigeschossiges Gebäude mit Halbwalmdach, erste Hälfte 19. Jahrhundert | D-5-77-177-543 | Gasthaus                          |
| Im Tal (Standort)              | Evangelisch-lutherische Pfarrkirche Sankt Martin | Spätmittelalterliche Chorturmkirche, niedriges Langhaus mit Satteldach und massiver Rechteckturm mit oktogonalem Aufsatz und Helmdach mit spindelförmiger Spitze, im Kern spätmittelalterlich, erneuert und erhöht 1718, mit Ausstattung | D-5-77-177-540 | weitere Bilder                    |
| Im Tal (Standort)              | Kirchhofmauer                                    | 18./19. Jahrhundert | D-5-77-177-540 | BW                                |
| Im Tal (vor Nr. 12) (Standort) | Kilometerstein                                   | Viereckiger Kalksteinpfeiler mit Beschriftung, um 1860/70 | D-5-77-177-618 | weitere Bilder                    |
| Im Tal 21 (Standort)           | Ehemaliges Schulhaus, Gemeindeamt                | Zweigeschossiger Walmdachbau, rundbogige Fenstergewände in Sandstein, 1839/40 | D-5-77-177-541 | Ehemaliges Schulhaus, Gemeindeamt |
| Jurastraße 9 (Standort)        | Ehemaliges Wohnstallhaus                         | Eingeschossiger giebelständiger Bau mit Flachsatteldach in Jura-Bauweise, mit Kniestock, Fachwerk verputzt, erste Hälfte 19. Jahrhundert                                                                                                 | D-5-77-177-548 | BW                                |
| Jurastraße 15 (Standort)       | Bauernhaus                                       | Eingeschossiges traufständiges Gebäude mit Flachsatteldach in Jura-Bauweise, mit Kniestock in Fachwerk, verputzt, 18./19. Jahrhundert | D-5-77-177-546 | BW                                |
| Jurastraße 15 (Standort)       | Zugehörig weiteres Bauernhaus                    | Eingeschossiges Gebäude mit Flachsatteldach in Jura-Bauweise, Kniestock in Fachwerk verputzt, Legschieferdach, 18./frühes 19. Jahrhundert                                                                                                | D-5-77-177-546 | BW                                |
| Jurastraße 17 (Standort)       | Kleinhaus, Wohnhaus                              | Eingeschossiges giebelständiges Gebäude mit hohem Kniestock, Flachsatteldachbau in Jura-Bauweise, Legschieferdach, 1801 | D-5-77-177-545 | BW                                |
| Jurastraße 24 (Standort)       | Ehemaliges Gasthaus                              | Zweigeschossiges giebelständiges Gebäude mit Flachsatteldach, in Jura-Bauweise, bezeichnet mit „1882“ | D-5-77-177-544 | BW                                |

### Rothenstein
| Lage                             | Objekt                                                                | Beschreibung | Akten-Nr.      | Bild |
| -------------------------------- | --------------------------------------------------------------------- | --- | -------------- | ---- |
| Förstergasse 1 (Standort)        | Austragshaus                                                          | Eingeschossiges Gebäude mit Kniestock, Flachsatteldachbau in Jura-Bauweise, 19. Jahrhundert, nachträglich erweitert                    | D-5-77-177-549 | BW   |
| Ingolstädter Straße 3 (Standort) | Ehemaliges Austragshaus                                               | Eingeschossiger traufständiger Flachsatteldachbau in Jura-Bauweise, mit Kniestock in Fachwerk, Legschieferdach, frühes 19. Jahrhundert | D-5-77-177-550 | BW   |
| Ingolstädter Straße 6 (Standort) | Sogenanntes Schlössle, ehemaliges pappenheimisches Jagd- und Gutshaus | Zweigeschossiges Gebäude mit Mansardwalmdach mit Schopf, mit Zwerchhaus, wohl 1795, mit eingeschossigen Anbauten                       | D-5-77-177-551 | BW   |

### Schmalwiesen
| Lage                       | Objekt                         | Beschreibung                                                                        | Akten-Nr.      | Bild |
| -------------------------- | ------------------------------ | ----------------------------------------------------------------------------------- | -------------- | ---- |
| Schmalwiesen 10 (Standort) | Bauernhaus eines Dreiseithofes | Zweigeschossiger Satteldachbau, bezeichnet mit „1700“, „1889“ erneuert (bezeichnet) | D-5-77-177-553 | BW   |

### Stadelhof
| Lage                   | Objekt                                       | Beschreibung                                                                                             | Akten-Nr.      | Bild |
| ---------------------- | -------------------------------------------- | --- | -------------- | ---- |
| Stadelhof 1 (Standort) | Bauernhaus eines Dreiseithofes in Einzellage | Zweigeschossiger Satteldachbau mit Kniestock, bezeichnet mit „1894“                                      | D-5-77-177-554 | BW   |
| Stadelhof 1 (Standort) | Scheune                                      | Mit Halbwalmdach, wohl 18. Jahrhundert                                                                   | D-5-77-177-554 | BW   |
| Stadelhof 1 (Standort) | Viehtränke                                   | Steinern, im Hof, wohl 18. Jahrhundert mit sitzender Steinfigur, wohl barock, als Brunnenfigur verwendet | D-5-77-177-554 | BW   |

### Suffersheim
| Lage                                                                                           | Objekt                                             | Beschreibung | Akten-Nr.      | Bild |
| ---------------------------------------------------------------------------------------------- | -------------------------------------------------- | --- | -------------- | --- |
| Kirchbachgasse (Standort)                                                                      | Evangelisch-lutherische Filialkirche Sankt Michael | Chorturmkirche, 1722/23, auf mittelalterlicher Grundlage, Spitzhelm 1853 erneuert, dreifarbige Ziegeleindeckung 1913, mit Ausstattung      | D-5-77-177-557 | Evangelisch-lutherische Filialkirche Sankt Michael |
| Kirchbachgasse (Standort)                                                                      | Friedhofsummauerung                                | Wohl 17. Jahrhundert, mit offenem Bachlauf                                                                                                 | D-5-77-177-557 | Friedhofsummauerung |
| Kirchbachgasse 1, 1 a (Standort)                                                               | Ehemaliges Schul- und Hirtenhaus                   | Eingeschossiger Flachsatteldachbau mit Kniestock, in Jura-Bauweise, südlicher Hausteil 1733, nördlicher Hausteil wohl noch 18. Jahrhundert | D-5-77-177-556 | BW |
| Kirchbachgasse 6 (Standort)                                                                    | Ehemaliges Wohnstallhaus                           | Eingeschossiges Gebäude, Flachsatteldach, mit Kniestock, in Jura-Bauweise, Legschieferdach, bezeichnet mit „1792“                          | D-5-77-177-555 | BW |
| Laubentaler Straße 6 (Standort)                                                                | Ehemaliges Austragshaus                            | Eingeschossiges traufständiges Gebäude mit Flachsatteldach, mit Kniestock, in Jura-Bauweise, nach 1824                                     | D-5-77-177-561 | BW |
| Laubentaler Straße 23 (Standort)                                                               | Brauereigasthof                                    | Zweigeschossiges giebelständiges Gebäude mit Flachsatteldach, in Jura-Bauweise, bezeichnet mit „1801“                                      | D-5-77-177-562 | BW |
| Mühlbergweg (vor Nr. 4) (Standort)                                                             | Brunnen                                            | Gusseiserne Brunnensäule und Steintrog, um 1905/10                                                                                         | D-5-77-177-563 | Brunnen |
| Mühlbergweg 2 (Standort)                                                                       | Scheune                                            | Flachsatteldachbau in Jura-Bauweise, mit Fachwerkkniestock, 19. Jahrhundert                                                                | D-5-77-177-559 | Scheune |
| Steinriegelquelle (in der Abzweigung zwischen Kirchbachgasse und Steinriegelquelle) (Standort) | Brunnen                                            | Becken und Brunnensäule aus ornamentierten Gusseisen, bezeichnet mit „Suffersheim 1880“                                                    | D-5-77-177-619 | [[Vorlage:Bilderwunsch/code!/C:48.98247,11.01889!/D:Steinriegelquelle (in der Abzweigung zwischen Kirchbachgasse und Steinriegelquelle), Brunnen!/\|BW]] |
| Steinriegelquelle 7 (Standort)                                                                 | Ehemaliges „Leerhaus“                              | Eingeschossiger traufständiger Flachsatteldachbau mit Kniestock, in Jura-Bauweise, 1826                                                    | D-5-77-177-558 | BW |

### Weimersheim
| Lage                                  | Objekt                                          | Beschreibung | Akten-Nr.      | Bild                                            |
| ------------------------------------- | ----------------------------------------------- | --- | -------------- | ----------------------------------------------- |
| Alesheimer Straße 14 (Standort)       | Ehemaliges Wohnstallhaus                        | Zweigeschossiger Satteldachbau, 1866 | D-5-77-177-564 | BW                                              |
| Am Wiesengrund 3 (Standort)           | Bauernhausgruppe                                | Eingeschossiger Satteldachbau, rückwärtig angeschlossener zweigeschossiger Satteldachbau, teilweise Fachwerk, mit südlich vorgelagerter Altane, 18./19. Jahrhundert | D-5-77-177-566 | BW                                              |
| Flüglinger-Berg-Straße 6 (Standort)   | Bauernhaus                                      | Kleiner eingeschossiger Satteldachbau mit Fachwerkgiebel, frühes 19. Jahrhundert                                                                                    | D-5-77-177-567 | BW                                              |
| Kindergartenstraße 2 (Standort)       | Ehemaliges Amtshaus                             | Zweigeschossiges Gebäude mit Halbwalmdach, zweite Hälfte 18. Jahrhundert                                                                                            | D-5-77-177-568 | BW                                              |
| Kirchengasse 5 (Standort)             | Ehemaliges Wohnstallhaus                        | Eingeschossiger Satteldachbau, 1832 | D-5-77-177-569 | BW                                              |
| Kirchengasse 6 (Standort)             | Wohnstallhaus                                   | Eingeschossiger Satteldachbau, 1832 | D-5-77-177-570 | BW                                              |
| Störzelbacher Straße 4 (Standort)     | Bauernhaus                                      | Zweigeschossiger traufständiger Satteldachbau, Oberstock Fachwerk verputzt, im Kern 18. Jahrhundert                                                                 | D-5-77-177-571 | BW                                              |
| Störzelbacher Straße 6 (Standort)     | Ehemaliges jüdisches Wohnhaus                   | Zweigeschossiger Walmdachbau, 18./frühes 19. Jahrhundert | D-5-77-177-572 | BW                                              |
| Störzelbacher Straße 8 (Standort)     | Wohnstallhaus                                   | Langgestreckter eingeschossiger Satteldachbau, Mitte 19. Jahrhundert                                                                                                | D-5-77-177-573 | BW                                              |
| Störzelbacher Straße 8 (Standort)     | Scheune                                         | Massiver Satteldachbau, wohl Ende 19. Jahrhundert | D-5-77-177-573 | BW                                              |
| Störzelbacher Straße 9, 11 (Standort) | Ehemaliges Wohnstallhaus eines Dreiseithofes    | Eingeschossiger Satteldachbau, 1845; Austragshaus, eingeschossiger Satteldachbau, 19. Jahrhundert                                                                   | D-5-77-177-574 | BW                                              |
| Störzelbacher Straße 10 (Standort)    | Ehemaliges Wohnstallhaus                        | Eingeschossiger Satteldachbau, bezeichnet mit „1864“, mit kleinem winkelförmigem Anbau                                                                              | D-5-77-177-575 | BW                                              |
| Weiherstraße 1 (Standort)             | Bauernhaus                                      | Eingeschossiges traufständiges Gebäude mit Halbwalmdach, frühes 19. Jahrhundert                                                                                     | D-5-77-177-576 | BW                                              |
| Weimersheimer Ring 5 (Standort)       | Kleinhaus, Wohnhaus                             | Eingeschossiger Satteldachbau, 19. Jahrhundert | D-5-77-177-577 | BW                                              |
| Weimersheimer Ring 6 (Standort)       | Wohnstallhaus                                   | Eingeschossiges Gebäude mit Steilsatteldach und traufseitigem Anbau, 1845                                                                                           | D-5-77-177-578 | BW                                              |
| Weimersheimer Ring 25 (Standort)      | Pfarrhaus                                       | Zweigeschossiger Walmdachbau mit Mittelrisalit, überdachtem Treppenaufgang und zweigeschossigem Anbau mit Halbwalmdach, Jugendstil, 1905/07                         | D-5-77-177-579 | BW                                              |
| Weimersheimer Ring 25 (Standort)      | Ehemalige Pfarrscheune                          | Massiver Steilsatteldachbau mit Kniestock, 1907 | D-5-77-177-579 | BW                                              |
| Weimersheimer Ring 25 (Standort)      | Nebengebäude                                    | Zweigeschossiger Massivbau mit Satteldach und Natursteingliederung, um 1900                                                                                         | D-5-77-177-579 | BW                                              |
| Weimersheimer Ring 25 (Standort)      | Nebengebäude                                    | Eingeschossige Massivbauten mit Sattel- und Halbwalmdach, um 190 | D-5-77-177-579 | BW                                              |
| Weimersheimer Ring 26 ()              | Ehemaliges Schulhaus                            | zweigeschossiges Gebäude mit Zeltdach, Zwerchhaus, Eckerker und Portikus, in Formen des Heimatstils, von Etschel, 1913                                              | D-5-77-177-754 |                                                 |
| Weimersheimer Ring 27 (Standort)      | Evangelisch-lutherische Pfarrkirche Sankt Vitus | Chorturmkirche, mittelalterlich, Turm 1706 erhöht, Langhaus 1738 erweitert, Turm mit Spitzhelm, mit Ausstattung                                                     | D-5-77-177-580 | Evangelisch-lutherische Pfarrkirche Sankt Vitus |

### Wülzburg
| Lage                        | Objekt                                                                     | Beschreibung | Akten-Nr.      | Bild                                                                       |
| --------------------------- | -------------------------------------------------------------------------- | --- | -------------- | -------------------------------------------------------------------------- |
| Totenfeld (Standort)        | Friedhof                                                                   | Mit zum Teil historischem Gräberbestand, darunter neun liegende Grabplatten, 18. Jahrhundert | D-5-77-177-586 | BW                                                                         |
| Wülzburg 3, 4 (Standort)    | Wohnhausgruppe                                                             | Zwei aneinander schließende Wohngebäude mit Mansardwalmdach, zwei- und eingeschossig, wohl 18. Jahrhundert | D-5-77-177-587 | BW                                                                         |
| Wülzburg 6, 8, 9 (Standort) | Bergfestung Wülzburg                                                       | Regelmäßige fünfeckige Anlage mit trapezförmigen Bastionen, Trockengraben und sternförmigen Außenanlagen, an der Südseite Zugangstor mit Portalarchitektur im Stil der Renaissance, errichtet an der Stelle eines in der ersten Hälfte des 11. Jahrhunderts gegründeten Klosters, nach Plänen von Blasius Bertwart dem Älteren, Rochus Guerini Graf zu Lynar, Caspar Schwabe und Blasius Berwart dem Jüngeren, 1588 bis um 1610, nach Brand 1634 wiederhergestellt 1654–1675, verändert im 19. und 20. Jahrhundert, Tor um 1590, renoviert unter König Ludwig I. 1838 | D-5-77-177-582 | weitere Bilder                                                             |
| Wülzburg 6, 8, 9 (Standort) | Bergfestung Wülzburg, ehemaliges Schloss                                   | Dreigeschossiger, zweiflügeliger Renaissance-Bau mit Schopfwalmdächern und Arkadenwänden an den Hofseiten, Südflügel mit Treppen- und Glockenturm, errichtet um 1590/1600, nach Brand 1634 erneuert ab 1654, verändert im 19. und 20. Jahrhundert, Turm bezeichnet mit „1662“ | D-5-77-177-582 | Bergfestung Wülzburg, ehemaliges Schloss                                   |
| Wülzburg 6, 8, 9 (Standort) | St. Nikolaus (Wülzburg), Schlosskapelle                                    | Im Südflügel, Saalbau mit Renaissance-Portal, nach Brand 1634 wiederaufgebaut bis 1675, barockisierend umgebaut 1738, verändert 1864, mit Ausstattung | D-5-77-177-582 | BW                                                                         |
| Wülzburg 6, 8, 9 (Standort) | Bergfestung Wülzburg, ehemaliges Pfarr- und Schulhaus, jetzt Burgwirtshaus | Zweigeschossiger Satteldachbau, teilweise Fachwerk, im Kern Mitte 17. Jahrhundert, aufgestockt und verändert im 19. Jahrhundert, bezeichnet mit „1814“ | D-5-77-177-582 | Bergfestung Wülzburg, ehemaliges Pfarr- und Schulhaus, jetzt Burgwirtshaus |
| Wülzburg 6, 8, 9 (Standort) | Bergfestung Wülzburg, Zisternenanlage, sogenannte Ludwigs-Zisterne         | Von Franz von Hoermann, 1827–1831, in der Hofmitte | D-5-77-177-582 | Bergfestung Wülzburg, Zisternenanlage, sogenannte Ludwigs-Zisterne         |
| Wülzburg 6, 8, 9 (Standort) | Bergfestung Wülzburg, Kriegergedächtnisstätte                              | Mit Steinbänken und Begrenzungspfosten, bezeichnet „1915“, im südöstlichen Hofbereich | D-5-77-177-582 | Bergfestung Wülzburg, Kriegergedächtnisstätte                              |

## Ehemalige Baudenkmäler
In diesem Abschnitt sind Objekte aufgeführt, die früher einmal in der Denkmalliste eingetragen waren, jetzt aber nicht mehr. Objekte, die in anderem Zusammenhang – also z. B. als Teil eines Baudenkmals – weiter eingetragen sind, sollen hier nicht aufgeführt werden. Aktennummern in diesem Abschnitt sind ehemalige, jetzt nicht mehr gültige Aktennummern.

| Lage                                        | Objekt                  | Beschreibung                                                            | Akten-Nr.      | Bild |
| ------------------------------------------- | ----------------------- | ----------------------------------------------------------------------- | -------------- | ---- |
| Dettenheim Hauptstraße 10 (Standort)        | Türstock                | Bezeichnet „1746“                                                       | D-5-77-177-483 | BW   |
| Dettenheim nordöstlich des Ortes (Standort) | Rest der Schanzenanlage | Erste Hälfte 18. Jahrhundert                                            | D-5-77-177-497 | BW   |
| Weimersheim Alesheimer Straße 17 (Standort) | Bauernhaus              | Eingeschossiger Satteldachbau, frühes 19. Jahrhundert, später erweitert | D-5-77-177-565 | BW   |

## Abgegangene Baudenkmäler
In diesem Abschnitt sind Objekte aufgeführt, die früher einmal in der Denkmalliste eingetragen waren, jetzt aber nicht mehr existieren, z. B. weil sie abgebrochen wurden. Aktennummern in diesem Abschnitt sind ehemalige, jetzt nicht mehr gültige Aktennummern.

| Lage                              | Objekt     | Beschreibung                                                             | Akten-Nr.      | Bild |
| --------------------------------- | ---------- | ------------------------------------------------------------------------ | -------------- | ---- |
| Oberhochstatt Im Tal 1 (Standort) | Bauernhaus | In Jura-Bauweise, Legschieferdach, zweigeschossig, Mitte 19. Jahrhundert | D-5-77-177-542 | BW   |